# Thalaina clara
Thalaina clara là một loài bướm đêm trong họ Geometridae.

## Hình ảnh

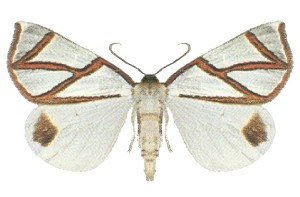
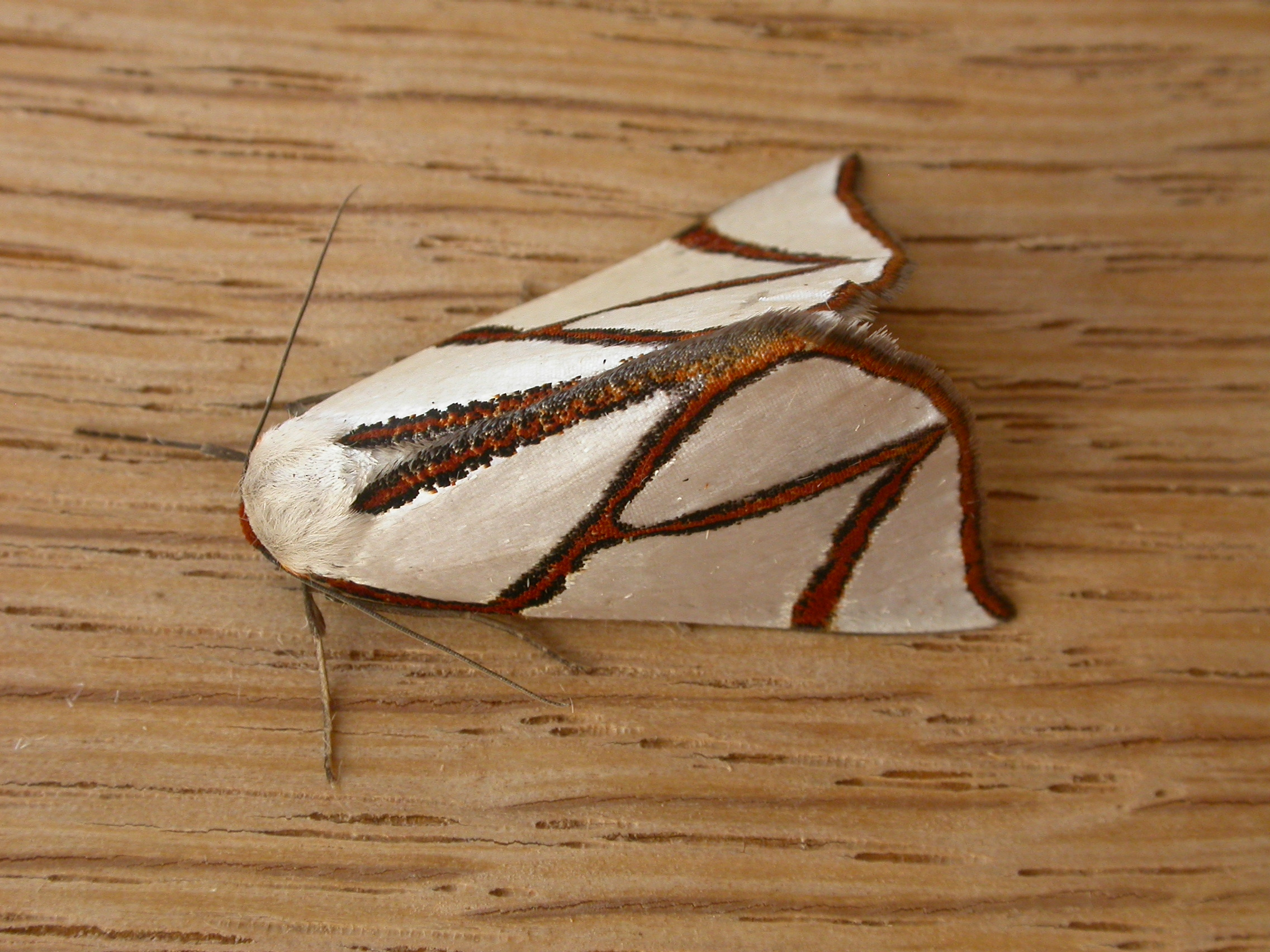
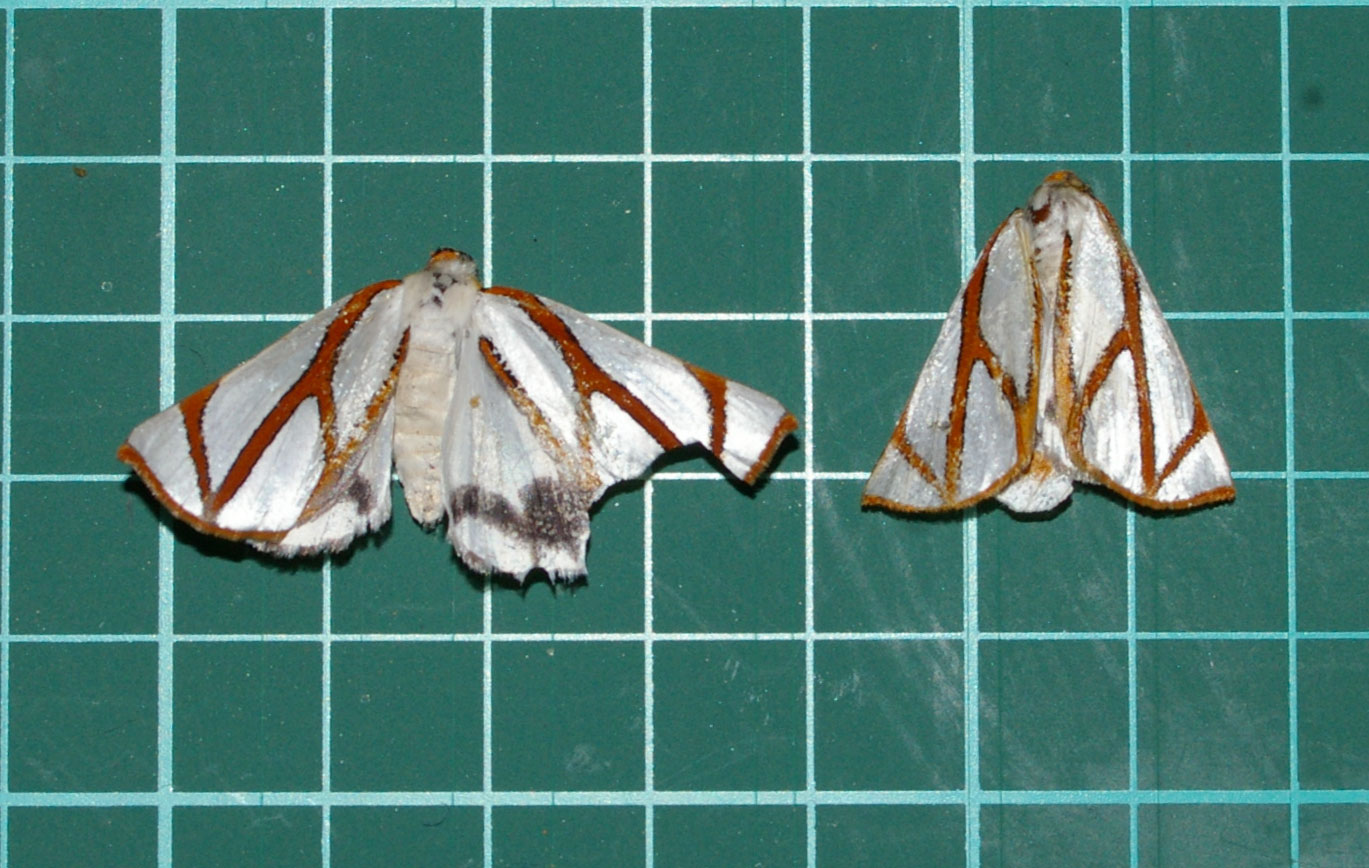